# Nagy Marianna (kézilabdázó)
Gódorné Nagy Marianna (Csorna, 1957. augusztus 30. –) olimpiai bronz- és világbajnoki ezüstérmes kézilabdázó.

## Pályafutása
Gódorné Nagy Marianna 1970-ben a Csornai SE csapatában kezdte meg pályafutását. 1976 és 1980 a Testnevelési Főiskola csapatában kézilabdázott, majd leigazolta őt a Vasas SC csapata, mellyel négyszer magyar bajnokságot és kupát, valamint 1982-ben Bajnokok Ligája-címet ünnepelhetett. 1986 és 1988 között a nyugatnémet Bayer 04 Leverkusen kézilabdázója volt, majd 1988-tól visszavonulásáig az osztrák Hypo Niederösterreichben játszott, mellyel három osztrák bajnokságot és két osztrák kupát, valamint két újabb Bajnokok Ligája elsőséget szerzett. 281 mérkőzéssel ő a magyar női kézilabda-válogatott minden idők legtöbbször pályára lépett játékosa, a válogatott színeiben egy olimpiai bronz- és két világbajnoki ezüst- valamint egy bronzérmet szerzett. Ausztriai évei során az osztrák válogatottban is több mint száz alkalommal szerepelt.

## Magánélete
Jelenleg Szentgyörgyvölgyön él, ahol férjével, Gódor Mihállyal egy szabadidőközpontot üzemeltetnek. Mariann Lenti város csapatának az edzője, férje pedig a osztrák női válogatott kapusedzője. 2022-ben Lentiben megnyílt a róla elnevezett kézilabdacsarnok.

## Sikerei, díjai

### Klubcsapatban
- Magyar bajnokság bajnok: 1981, 1982, 1984, 1985
- Magyar kupagyőztes: 1981, 1982, 1983, 1985
- Osztrák bajnokság bajnok: 1989, 1990, 1991
- Osztrák kupagyőztes: 1990, 1991
- EHF Bajnokok Ligája győztes: 1982, 1989, 1990

### Válogatottban
- Olimpia:
  - ezüstérmes: 1976
- Kézilabda-világbajnokság:
  - ezüstérmes: 1982
  - bronzérmes: 1975, 1978

### Egyéni
- Az év magyar kézilabdázója: 1979, 1980, 1981, 1982, 1985